# Lac du Flambeau
Lac du Flambeau est une ville américaine du Comté de Vilas, dans l'État du Wisconsin. Cette ville possède une zone faiblement habitée, appelée Lac du Flambeau-CDP et désignée sous l'appellation de census-designated place. 
Au recensement de 2000, la population s'élevait à 3 004 personnes. 
Le Bureau du recensement des États-Unis indique une superficie de 127,7 km² pour cette ville.
Son nom de lac au Flambeau lui fut donné par les explorateurs français et coureurs des bois canadiens-français quand ils arpentaient cette région septentrionale de la Louisiane française et des Grands Lacs, à l'époque de la Nouvelle-France, en raison des habitudes locales des Amérindiens qui portaient des torches. Ce nom fut donné à la rivière Flambeau qui coule à proximité.